# Staleochlora trilineata
Staleochlora trilineata is een rechtvleugelig insect uit de familie Romaleidae. De wetenschappelijke naam van deze soort is voor het eerst geldig gepubliceerd in 1831 door Serville.